# 白云楼 (广州)
白云楼位于中国广东省广州市越秀区白云街道堤畔社区白云路2号，因地处白云路西南端，故名白云楼。
建于1924年，初建时是钢筋混凝土结构的三层楼房，面向东南，前长约93米、后长约74米、深约28米，占地面积1600平方米，建筑面积6700平方米，作为邮局使用。1927年3月鲁迅由中山大学钟楼迁至此居住，并写成《朝花夕拾》、《而已集》等作品，同年9月离开广州。中华人民共和国成立后改为邮电职工宿舍，1970年加建一层共四层，1979年12月被公布为广东省文物保护单位。
- 西面
- 南面